# Telefoonstekker

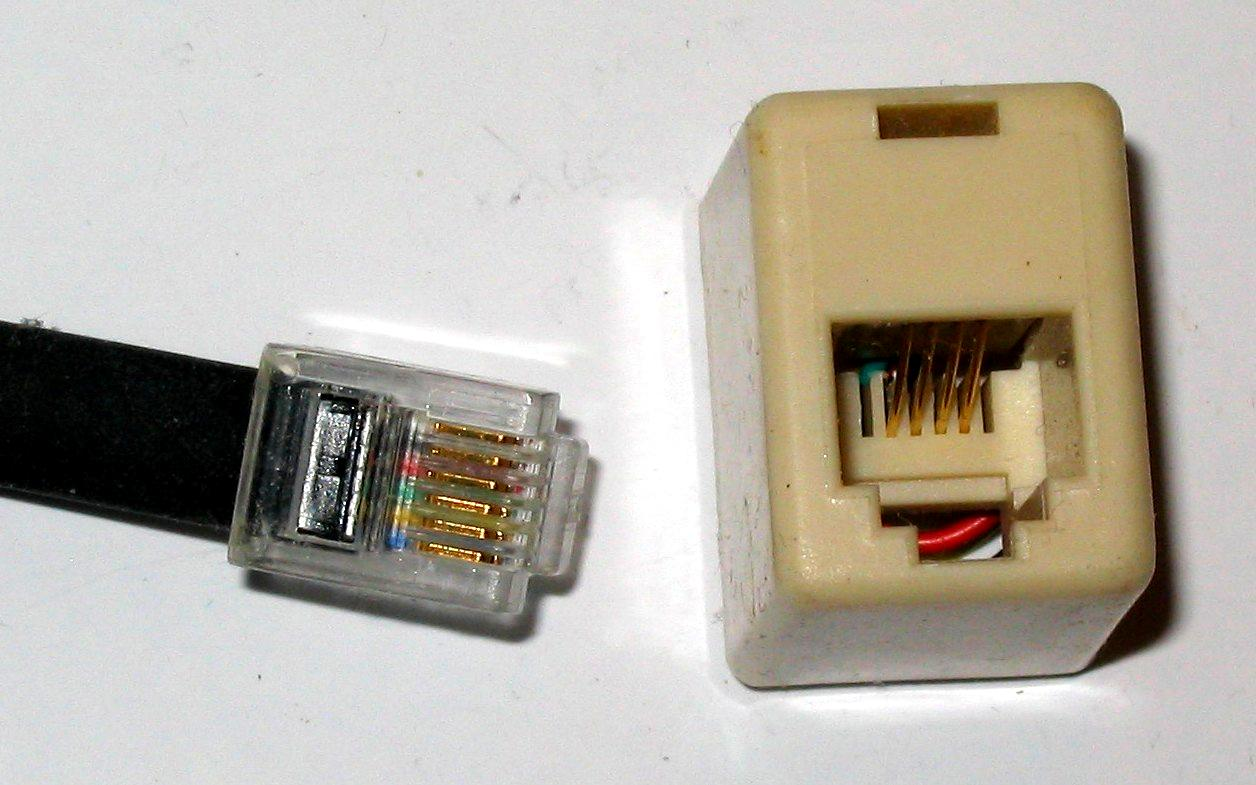
Een modulaire stekker (6P6C) en stekkerdoos (6P4C)

Een telefoonstekker is een mannelijke stekker die gebruikt wordt om een telefoon in een woning of kantoor te verbinden met het telefoonnetwerk. Hij wordt aangesloten op zijn vrouwelijke tegenhanger, een contactdoos die gewoonlijk is vastgemaakt aan de muur. De standaardtelefoonstekker varieert van land tot land, maar de RJ11 is de meest voorkomende.
Een verbindingsstandaard, zoals RJ11, specificeert niet alleen de stekker, maar ook de bedrading. Modulaire stekkers zijn er voor de RJ-serie (RJ = Registered Jack, geregistreerde insteekplug) alsook voor ethernet en andere verbindingen, zoals modulaire 4P4C-stekkers (4 posities, 4 contacten), de standaard voor telefoonhoornkabels (die vaak ten onrechte RJ-stekkers worden genoemd).

## Geschiedenis

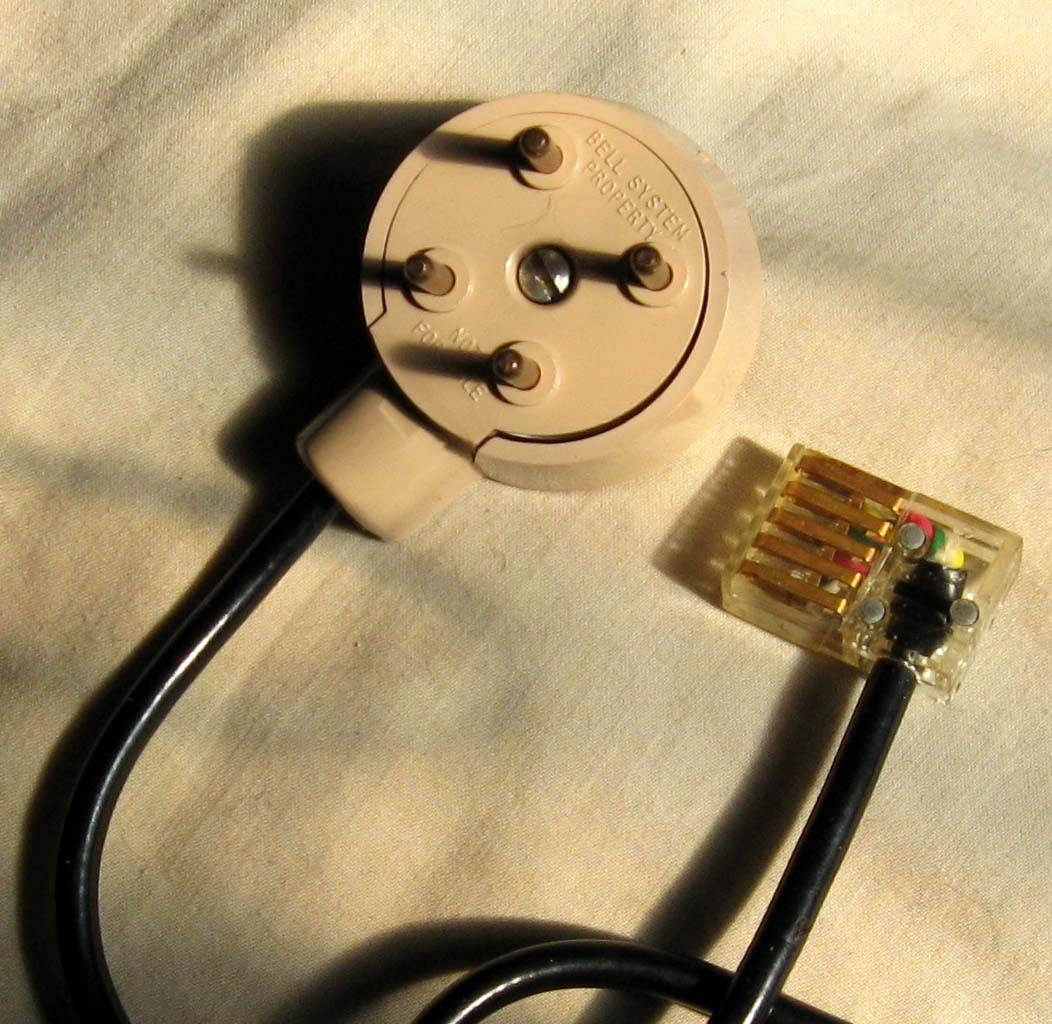
Bell System-netsnoer zoals midden jaren 60 in gebruik in de VS

Vroeger was de telefoon vaak eigendom van de leverancier en onlosmakelijk gekoppeld aan de geleverde telefoonlijn, maar toen de telefoonmarkt meer gedereguleerd werd, ontstond er behoefte aan een simpele verbindingsmethode voor de consument. Veel landen introduceerden daarop hun eigen telefoonstekker.

## Bedrading
Een standaard beschrijft zowel de stekker als hoe deze is bedraad. In sommige gevallen wordt dezelfde stekker gebruikt in verschillende landen, maar wordt de bedrading anders aangelegd.

## Compatibiliteit
De diverse telefoonstekkers zijn in het algemeen vrij uitwisselbaar als er gebruikgemaakt wordt van een adapter: de fysieke stekker en de bedrading ervan zijn de belangrijkste redenen van incompatibiliteit.

## Overzicht van stekkers

### Modulaire stekkers
- 4P4C en 4P2C voor telefoonhoornkabels (vaak foutief aangeduid als RJ9, RJ10 en RJ22)
- 6P2C voor enkele RJ11-telefoonlijn
- 6P4C voor dubbele RJ14-telefoonlijn
- 6P6C voor drievoudige RJ25-telefoonlijn
- 8P8C voor viervoudige RJ61X-telefoonlijn, RJ48S en RJ48C voor vieraderige datalijnen, enkele RJ31X-telefoonlijn met verbreking door apparatuur, RJ38X (gelijk aan RJ31X maar met continue verbinding)

### Overige stekkers
- 50-pinsminiatuurlintstekker voor RJ21X, te gebruiken voor maximaal 25 lijnen voor meerlijnstelefoontoestellen, zoals de ITT 2564, etc.

### Internationale standaarden
- RJ11, de meest gebruikte
- BS 6312, Brits
- F-01, Frans
- TAE, Duitsland

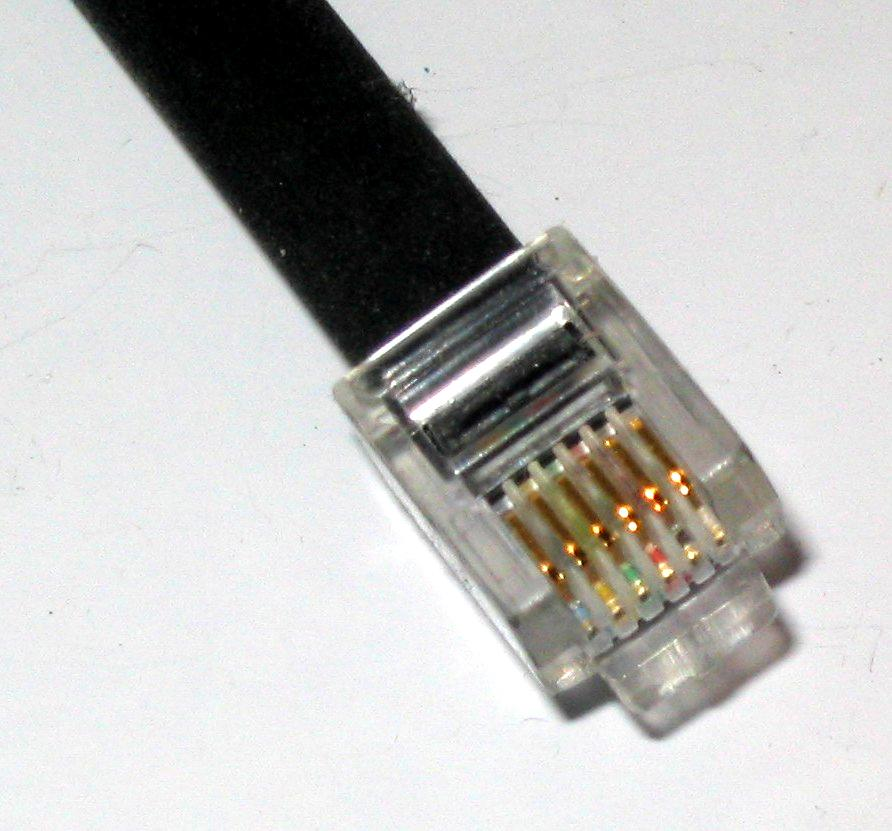
RJ11
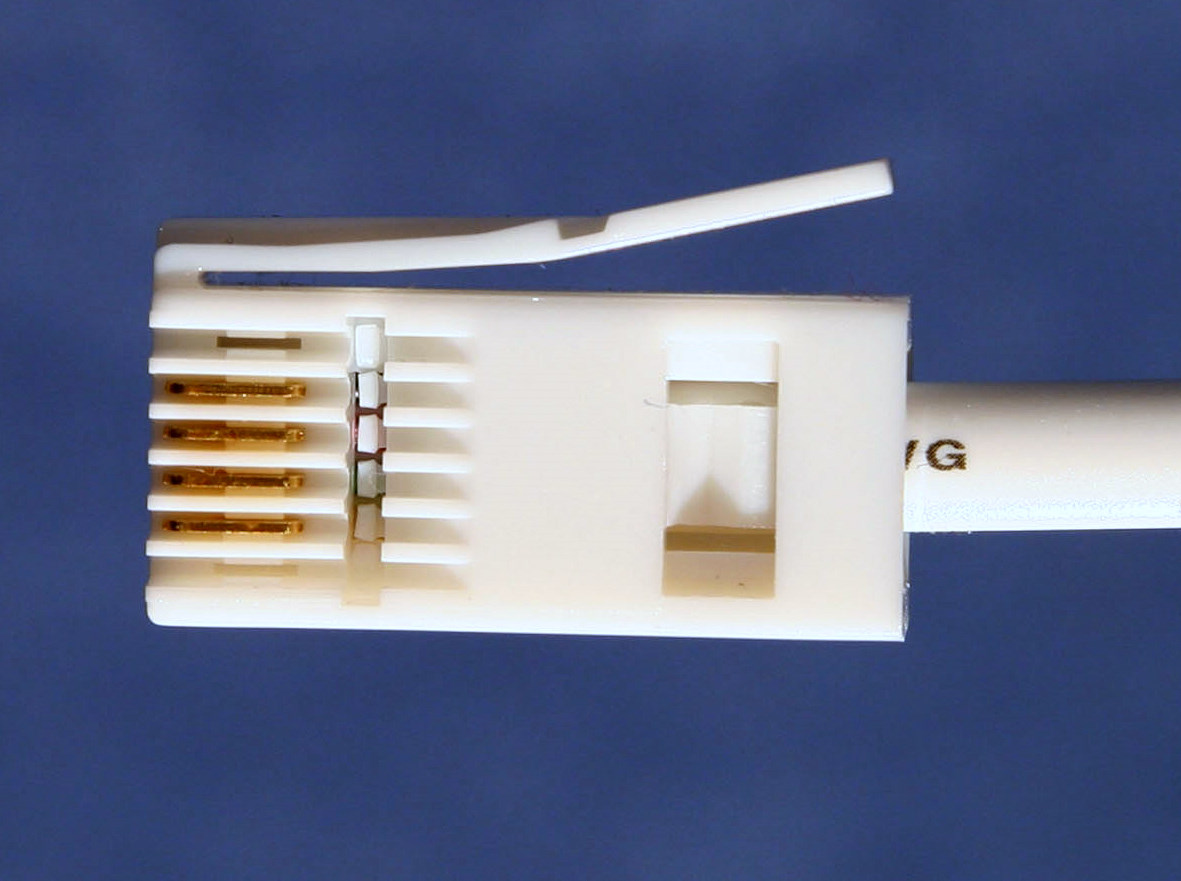
BS 6312
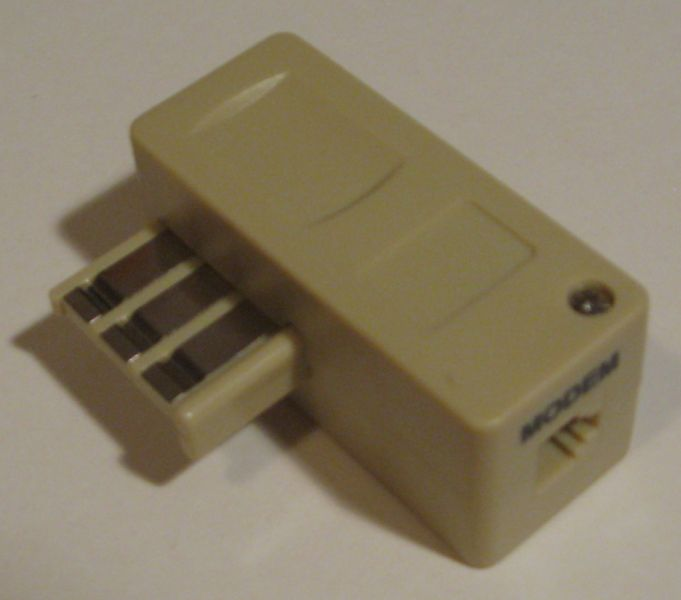
Verloopstuk met F-010-stekker voor RJ11-snoer
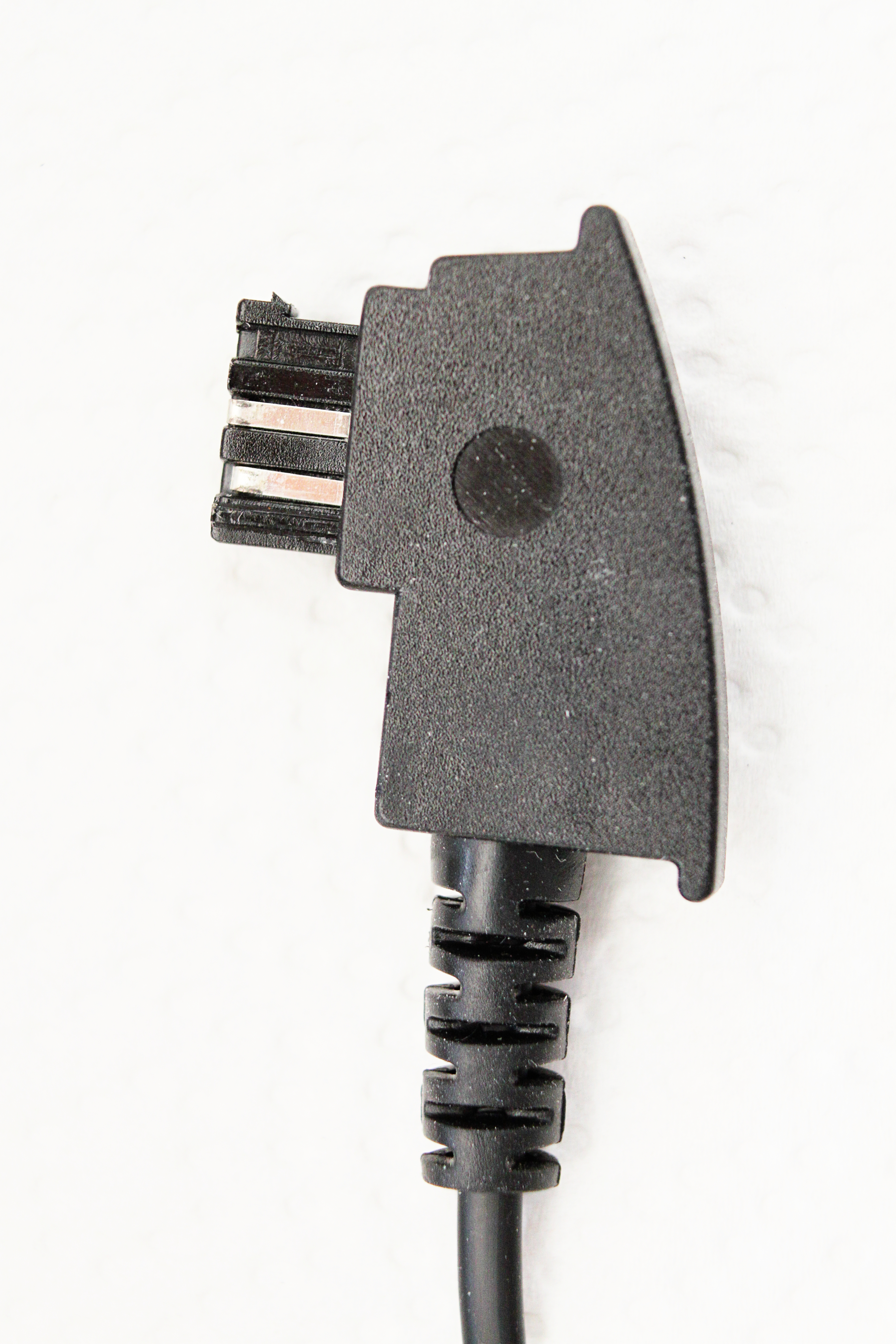
TAE

### Nationale standaarden
- TDO, Oostenrijk
- WT-4, Polen

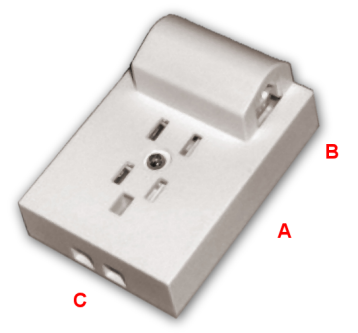
WT-4- en RJ11-telefooncontactdoos (dubbel systeem)
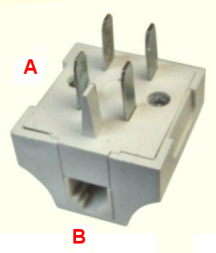
Verloopstuk met WT-4-telefoonstekker (A) voor RJ11-snoer (B)

A = WT-4
B = RJ11
C = Opening voor de vaste telefoonkabel
Voorheen was het gebruikelijk dat de vijfde plastic pin een verbinding verbrak met een 1μF-condensator die de telefoonlijn kortsloot als er geen stekker in de contactdoos zat. Tegenwoordig wordt hier geen gebruik meer van gemaakt; de vrijgekomen ruimte wordt ingenomen door een extra RJ11-contactdoos.

### In onbruik geraakt
- 600-seriestekker, Australië
- Protea, Zuid-Afrika
- SS 455 15 50, Zweden en IJsland
- Telebrásstekker, Brazilië
- Driepolige stekker, Italië
- BTicino 2021, Italië (zeldzaam)

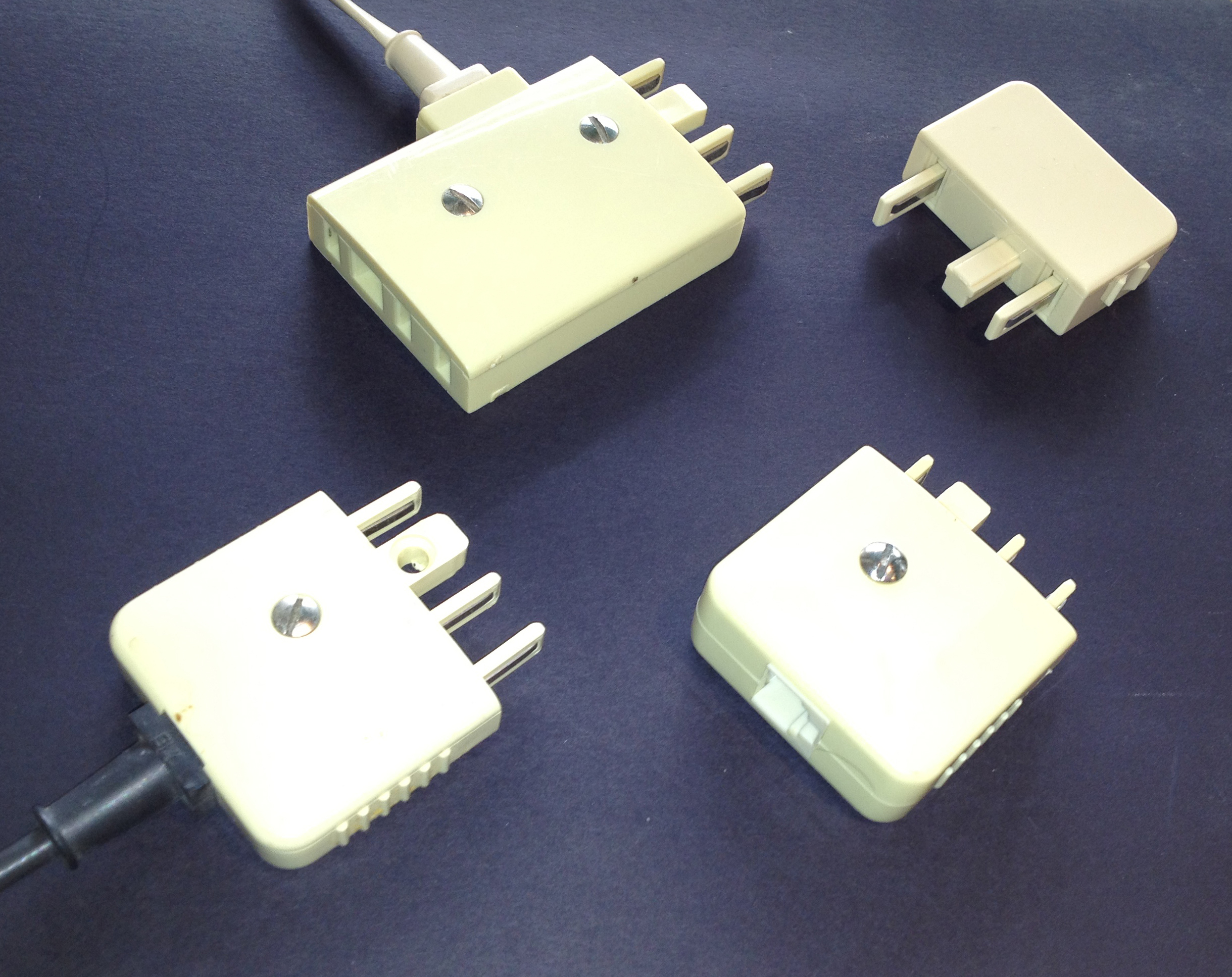
600-serie
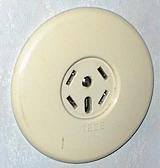
SS 455 15 50 (contactdoos van ouder ontwerp)
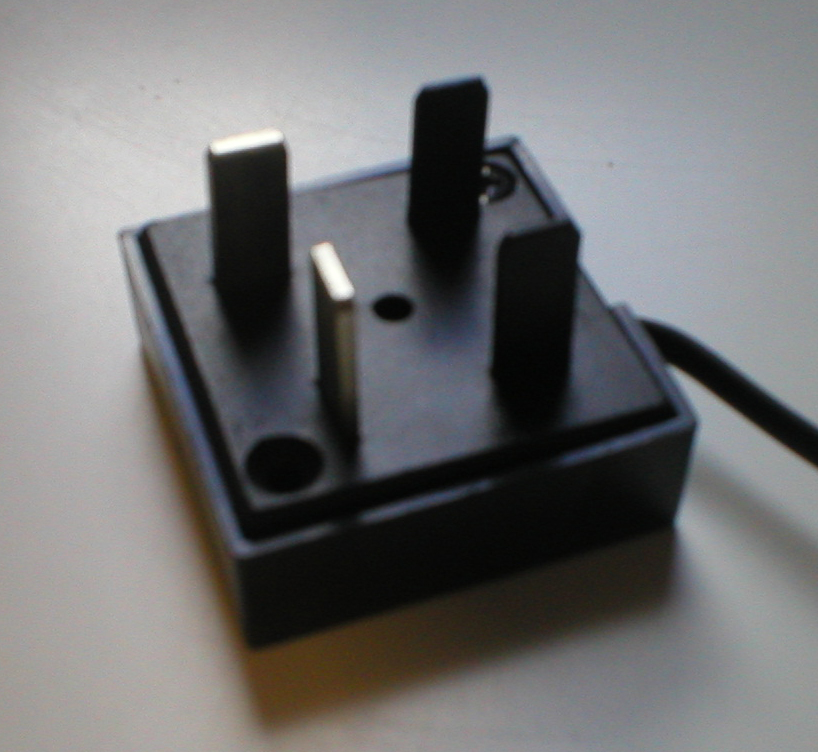
Telebrásstekker
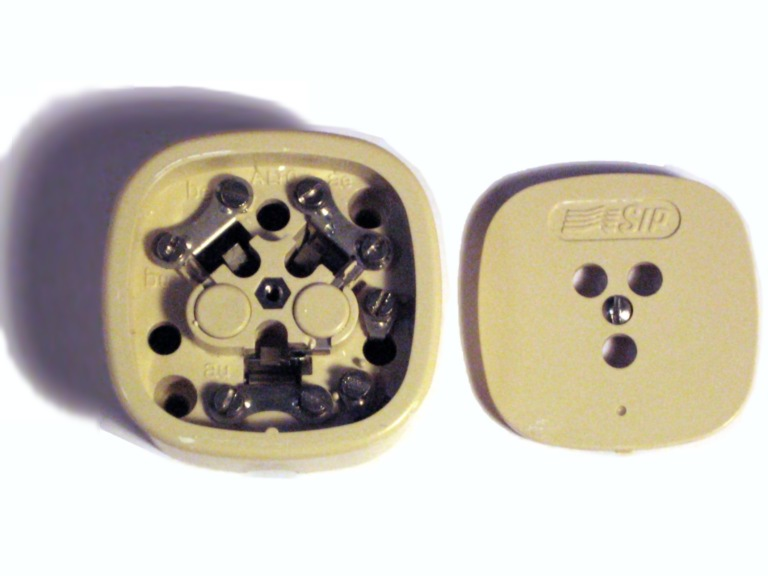
Driepolige stekker, Italië
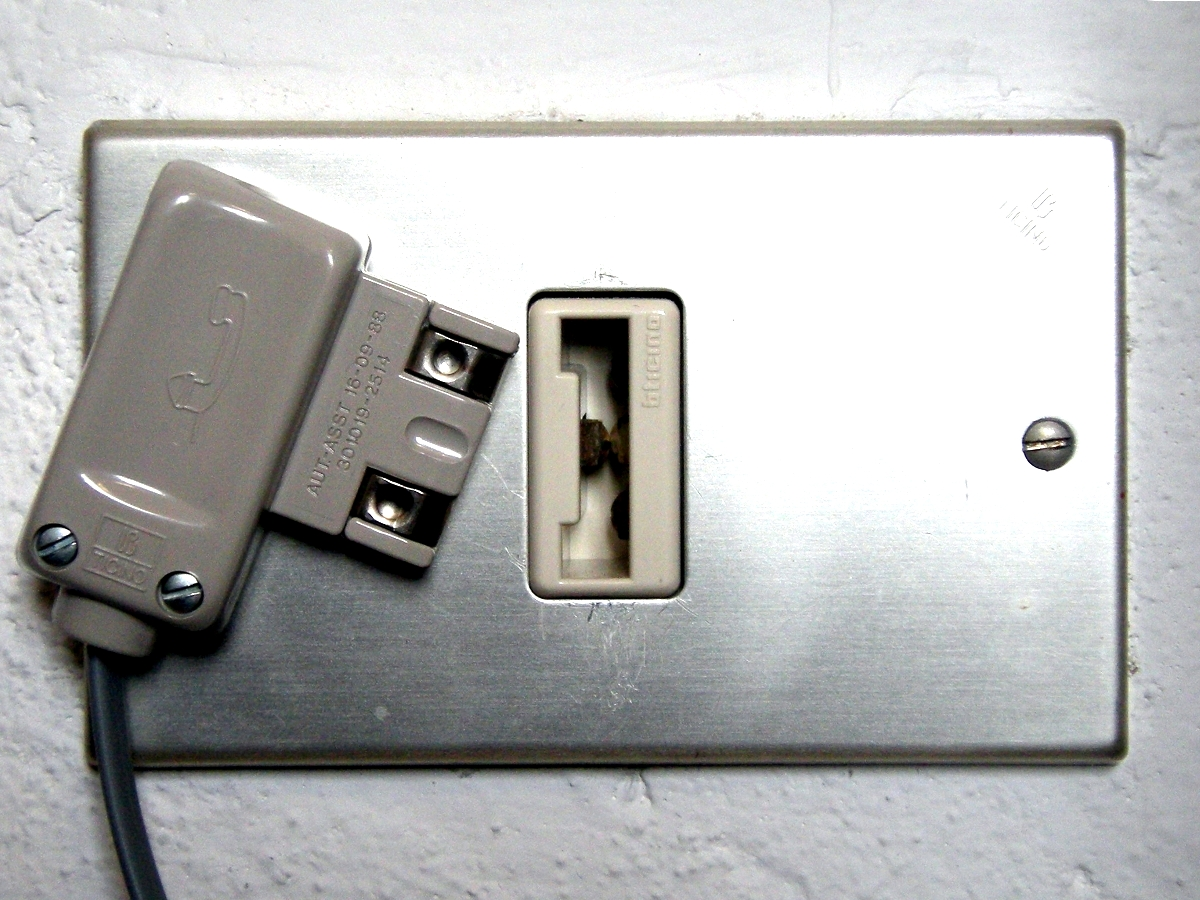
BTicino

## Lijst van landen en gebieden, met de gebruikte stekkers
Deze lijst bevat alleen telefoonstekkers voor enkele lijnen die gebruikt worden in huisinstallaties en andere kleine installaties. Speciale telefoontoestellen maken gebruik van een breed scala aan speciale stekkers.
| Land                         | Stekker(s) |
| ---------------------------- | --- |
| Albanië                      | RJ11 |
| Algerije                     | F-010 |
| Argentinië                   | RJ11 |
| Australië                    | 610 of RJ11 |
| Oostenrijk                   | TDO |
| Barbados                     | RJ11 |
| Wit-Rusland                  | RJ11 of Poolse 5-pinstandaard (WT-4) in oudere installaties |
| België                       | Vierpolig of RJ11 |
| Bolivia                      | RJ11 |
| Bosnië                       | RJ11 of oudere 3-pinsstekker gebruikt in landen van voormalig Joegoslavië |
| Botswana                     | BS 6312 |
| Brazilië                     | Telebrásstekker of RJ11 |
| Bulgarije                    | RJ11 of Poolse 5-pinsstekker in oudere installaties |
| Canada                       | RJ11 |
| Kaaimaneilanden              | RJ11 |
| Chili                        | RJ11 |
| China Vasteland              | RJ11 |
| Colombia                     | RJ11; ook wordt er een nationale standaard gebruikt |
| Costa Rica                   | RJ11 |
| Kroatië                      | RJ11 of oudere 3-pinsstekker gebruikt in landen van voormalig Joegoslavië |
| Cyprus                       | BS 6312 (431A en 631A) met RJ11 gebruikt voor ADSL |
| Tsjechië                     | RJ11 of oudere nationale 4-pinsstekker |
| Denemarken                   | RJ11 in nieuwe installaties, maar hoofdzakelijk nationale 3-pinsstekker |
| Dominicaanse Republiek       | RJ11 |
| Ecuador                      | RJ11 |
| Estland                      | RJ11 of Poolse nationale 5-pins (WT-4) in oudere installaties |
| Faeröer                      | RJ11 |
| Finland                      | RJ11, nationale 3-pinsstekker in oudere installaties |
| Frankrijk                    | F-010 |
| Duitsland                    | TAE, of 8P8C (RJ-45) voor ISDN |
| Gibraltar                    | BS 6312 |
| Griekenland                  | RJ11 maar ook diverse andere typen |
| Hongkong                     | RJ11 in nieuwe installaties, of BS 6312 |
| Hongarije                    | RJ11 |
| IJsland                      | RJ11, of SS 455 15 50 in oudere installaties |
| India                        | RJ11 |
| Indonesië                    | RJ11 |
| Iran                         | RJ11, oudere installaties kunnen CEI 23-16/VII of CEE 7/16 hebben |
| Ierland                      | RJ11, 8P8C (RJ-45) voor ISDN, digitale PABX en kantoorsystemen |
| Israël                       | BS 6312 of RJ11 |
| Italië                       | Driepinsstekker of RJ11 |
| Japan                        | RJ11 |
| Letland                      | RJ11 of Poolse nationale 5-pins (WT-4) in oudere installaties |
| Litouwen                     | RJ11 of Poolse nationale 5-pins (WT-4) in oudere installaties |
| Liechtenstein                | Reichle (Zwitserse 4-pinstelefoonstekkers in oudere installaties) |
| Luxemburg                    | RJ11 (soms komt men nog de verouderde Luxemburgse 4-pinsstekker tegen) |
| Maleisië                     | RJ11 |
| Malta                        | BS 6312, of RJ11 in nieuwere installaties |
| Mexico                       | RJ11 |
| Montenegro                   | RJ11, of oudere 3-pinsstekker gebruikt in landen van voormalig Joegoslavië |
| Marokko                      | F-010 of RJ11 |
| Nederland                    | RJ11 en de Nederlandse telefoonstekker |
| Nieuw-Zeeland                | BS 6312 |
| Noord-Macedonië              | RJ11, of oudere 3-pinsstekker gebruikt in landen van voormalig Joegoslavië |
| Noorwegen                    | 8P8C (RJ-45) in nieuwere installaties (dezelfde stekker voor POTS, ISDN en LAN), nationale 3-pinstandaard in oudere installaties, nationale 6-pinstandaard voor lokale batterijtelefoons. (Niet meer in gebruik sinds circa 1980.)                                        |
| Pakistan                     | RJ11 |
| Panama                       | RJ11 |
| Peru                         | RJ11 |
| Filipijnen                   | RJ11 |
| Polen                        | RJ11 of Poolse nationale 5-pins (WT-4) gecombineerd met RJ11-contactdozen in oudere installaties |
| Portugal                     | RJ11 (plaatselijk ook bekend als R.I.T.A.) |
| Roemenië                     | RJ11, driehoekige 3-pinsstekker (pinpositie identiek aan de Italiaanse stekker) of 5-pinsstekker (R.S.-78.809 = identiek aan de Poolse WT-4). De 3-pinsstekkers worden bijna niet meer gebruikt en 5-pins (R.S.-79.809) wordt soms nog aangetroffen in oudere apparatuur. |
| Rusland                      | RJ11, of Poolse nationale 5-pins (WT-4) in oudere installaties |
| Servië                       | RJ11, of oudere 3-pinsstekker gebruikt in landen van voormalig Joegoslavië |
| Singapore                    | RJ11 |
| Slovenië                     | RJ11, of oudere 3-pinsstekker gebruikt in landen van voormalig Joegoslavië |
| Slowakije                    | RJ11, of oudere nationale 4-pinsstekker |
| Zuid-Afrika                  | RJ11 of Protea, 8P8C (RJ-45) gebruikt voor ISDN |
| Zuid-Korea                   | 4-pinsstandaardstekker, of RJ11 voor speciale apparaten |
| Spanje                       | RJ11 |
| Sri Lanka                    | RJ11 |
| Zweden                       | SS 455 15 50 of RJ11 |
| Zwitserland                  | Reichle of oudere 4-pinsstekkers |
| Taiwan                       | RJ11 |
| Thailand                     | RJ11 |
| Turkije                      | RJ11 |
| Verenigde Arabische Emiraten | BS 6312 |
| Groot-Brittannië             | BS 6312 (431A en 631A) met RJ11 gebruikt voor Britse ADSL-telefooncontactdozen |
| Verenigde Staten             | RJ11 en andere RJ's, Bell System-4-pinsstekkers in oudere installaties |
| Venezuela                    | RJ11 |
| Zimbabwe                     | BS 6312 of RJ11 |

RJ-9 · RJ-10 · RJ-11 · RJ-12 · RJ-14 · RJ-21 · RJ-22 · RJ-25 · RJ-45 · RJ-48 · RJ-50 · RJ-61